# Most (ladja)
Most je prostor (platforma) iz katere se upravlja ladjo. Most je dvignjen za boljši razgled in lažjo navigacijo. Tankerji in ladje za razsuti tovor imajo po navadi most na zadnjem delu, kontejnerske ladje na zadnjem delu ali pa v sredini, potniške ladje pa po navadi spredaj. Letalonosilke pa ob strani sredinskega dela ladje.